# Qeej

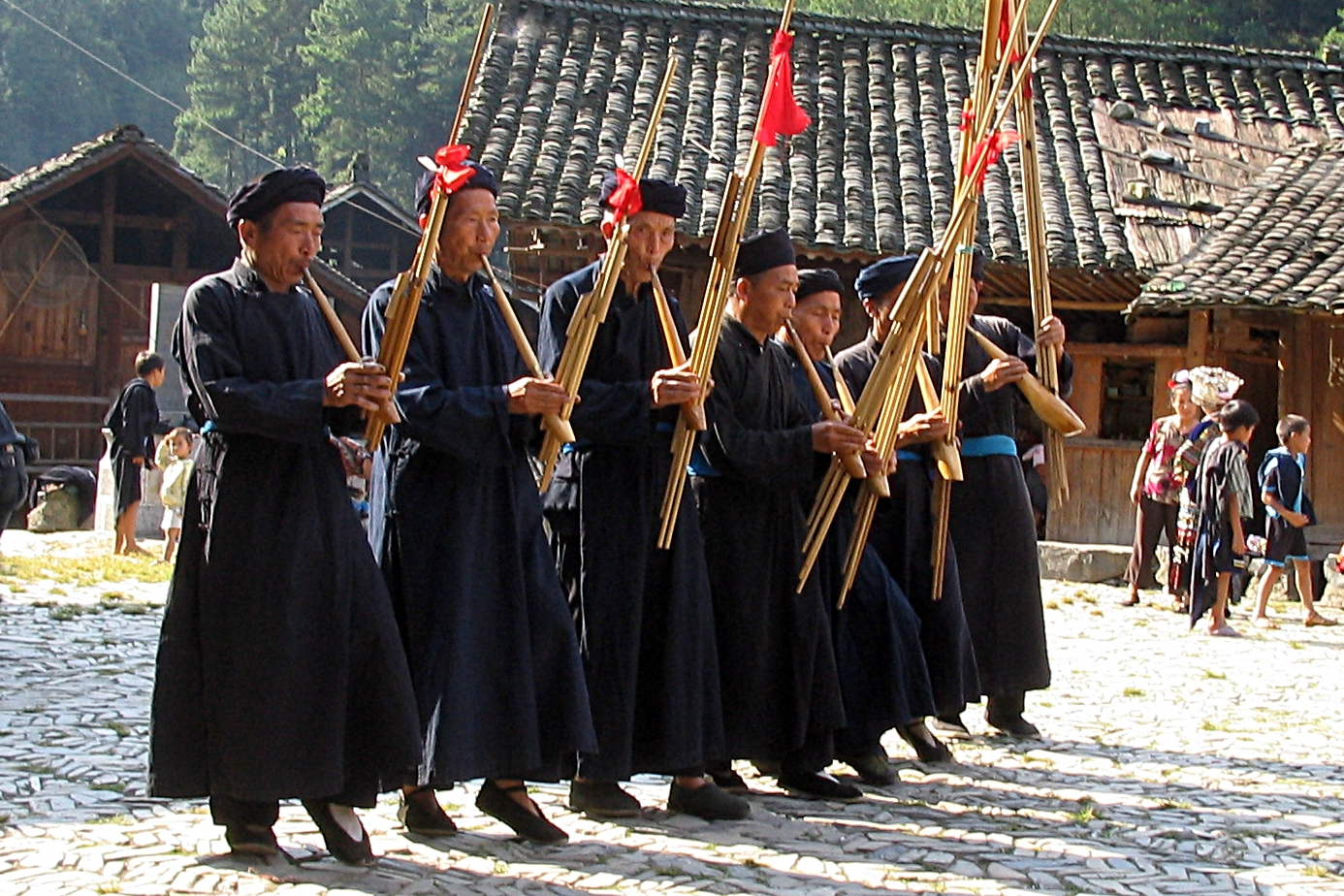
Musiker mit unterschiedlich großen lusheng im Miao-Dorf Lang De Shang Zhai in den Bergen der südwestchinesischen Provinz Guizhou. Auf diese Weise werden Besucher des Bergdorfes begrüßt. Die Spielhaltung und der Mundorgeltyp mit geraden Pfeifen ist unter anderem für die Dong in Südwestchina typisch, jedoch nicht für die Hmong.

Qeej (Hmong-Sprache), seltener gaeng (gesprochen „kreng“), auch lusheng (chinesisch 蘆笙 / 芦笙, Pinyin lúshēng), seltener lusha (chinesisch 芦沙 / 蘆沙), ist eine von der Volksgruppe der Miao, zu der als größte Ethnie die Hmong gehören, im Südwesten Chinas und von den Hmong in Thailand, Laos, Vietnam und in anderen Ländern gespielte Mundorgel mit sechs Pfeifen aus Bambus und einer Windkammer aus Hartholz. Zu den lusheng spielenden Ethnien in China gehören ferner die Dong, Gelao, Lahu und Sui. Die hochchinesische Bezeichnung für diese Mundorgel ist lusheng, „Bambusmundorgel“ oder liusheng, „sechs Pfeifen“, von sheng, dem alten chinesischen Wort für Mundorgeln, das heute einen anderen Mundorgeltyp bezeichnet. Die Hmong nennen ihr bedeutendstes Musikinstrument qeej. Die Durchschlagzungeninstrumente werden in unterschiedlichen Größen gefertigt. In Laos und Thailand sind die leicht gebogenen Pfeifen der Hmong-Mundorgeln maximal 1,5 Meter lang, während die geraden Pfeifen bei den Dong in Südchina annähernd vier Meter Länge erreichen können.
Die für Unterhaltungsmusik, religiöse Riten und Jahresfeste eingesetzte qeej genießt bei den Hmong eine ähnliche Wertschätzung als kulturelles Symbol wie die Mundorgel khaen bei den Lao in der nordostthailändischen Region Isan und in Laos. Nur Männer bauen und spielen qeej. Die Hauptaufgabe der qeej ist die Übertragung gesprochener Sprache in Musik zur Verständigung mit der Seele des Verstorbenen bei Beerdigungszeremonien. Die Musik der qeej schlägt dabei eine Brücke zwischen der diesseitigen und der jenseitigen Welt. Die streng nach überlieferten Vorschriften durchgeführte Beerdigungszeremonie fördert den Zusammenhalt der auf Verwandtschaftsbeziehungen basierenden Gemeinschaft. Bei nicht exakter Einhaltung der Vorschriften kann nach Vorstellung der Hmong der Geist des Verstorbenen Unglück über die Familie bringen.

## Herkunft und Verbreitung

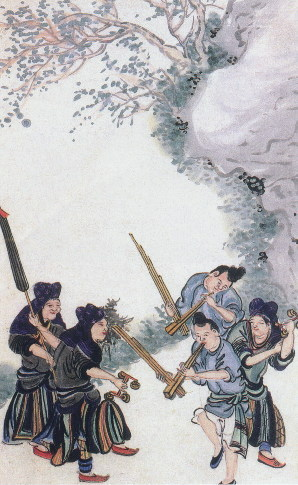
Vermutlich ein Brautwerbetanz. Lusheng-Spieler und Tänzerinnen mit Handzimbeln. Chinesische Malerei der Qing-Dynastie, vor 1911.

Vorläufer der chinesischen Mundorgel sheng werden bereits im 3. Jahrtausend v. Chr., also vor der Shang-Dynastie (18. Jahrhundert v. Chr. bis 11. Jahrhundert v. Chr.) vermutet. Seit den Schriften der Zhou-Dynastie (11. Jahrhundert v. Chr. bis 256 v. Chr.) werden die kleinen Mundorgeln der Chinesen allgemein sheng genannt. Sie gelten als Ursprung aller Musikinstrumente mit durchschlagender Zunge. Die ältesten Funde von Mundorgeln sind zwei kleine Exemplare mit 14 Pfeifen in zwei Reihen und einer Windkammer aus einer Kalebasse, die etwa 433 v. Chr. datiert werden und aus dem Grab des Markgrafen Yi von Zeng stammen. Die ältesten Abbildungen von Mundorgeln finden sich auf chinesischen Bronzegefäßen aus der Zeit der Streitenden Reiche (475–221 v. Chr.), auf denen die Instrumente eines gesamten Ritualorchesters gezeigt werden.
Die Schöpfergöttin Nüwa in der chinesischen Mythologie und ihr Gemahl und zugleich Bruder Fu Xi werden mit Menschenkopf, menschlichem Oberkörper und Schlangen- oder Drachenunterleib dargestellt. Sie sind als männlich-weibliches Paar ein zentrales Motiv auf den steinernen Grabreliefs der Östlichen Han-Dynastie (25 n. Chr. bis 220 n. Chr.) und in weiten Teilen Chinas anzutreffen. Die Figuren sind mit verschiedenen Attributen ausgestattet, durch die sie unterscheidbar sind: Sonne und Mond, Zirkel und Winkelmaß oder Panflöte und kleine Trommel. Im Buch der Riten (Li chi), das zu den kanonischen Texten des Konfuzianismus gehört, wird Nüwa als die Erfinderin der Mundorgel erwähnt.
Für die Existenz von Mundorgeln in Südostasien gibt es seit Beginn der christlichen Zeitrechnung Hinweise. Im Iran waren Mundorgeln in sassanidischer Zeit (bis Mitte des 7. Jahrhunderts) als mustak bekannt, ihr späterer Name muschtaq sīnī („chinesische muschtaq“) deutet auf die Übernahme der chinesischen Mundorgel. Mundorgeln finden sich auf Dekorationen an bronzenen Dong-Son-Trommeln und im 8. Jahrhundert wurden sie in den höfischen Orchestern der Pyu verwendet, wobei die burmesische Mundorgel hnying längst verschwunden ist. Trotz ihrer Verbreitung in Südostasien scheinen Mundorgeln im mittelalterlichen Kambodscha gefehlt zu haben; auf den Tempelwänden des Angkor Wat sind sie nicht abgebildet. Ihr Verbreitungsgebiet ist notwendigerweise auf Regionen beschränkt, in denen Bambus gedeiht.
Die älteste bekannte Beschreibung der lusheng bei den Miao stammt aus dem Jahr 1664. Der chinesische Autor Lu Tze Yun schildert einen Brautwerbetanz, bei dem junge Männer in der Nacht Blasinstrumente mit sechs Pfeifen spielen und singen. Seither wird mehrfach die Rolle der Mundorgel bei der nächtlichen Brautwerbung erwähnt. So auch durch den Missionar Will H. Hudspeth 1937, der über die qeej schwärmt, wenn sie bei mondhellen Nächten von jungen Männern am Dorfrand geblasen wird, und sich in deren Klänge der antiphonale Gesang der tanzenden Mädchen mischt.
Vom Ende des 19. Jahrhunderts bis zum Anfang des 20. Jahrhunderts gibt es mehrere nach Hause gesandte Berichte von europäischen Missionaren und Amtsträgern in China, aus denen jedoch wenig über die Musik der Miao hervorgeht. Die Missionare waren mehr daran interessiert, den Minderheitenvölkern das Singen christlicher Choräle beizubringen. Die zeremonielle Verwendung der lusheng bei den Hmong Daw („Weiße Hmong“) beschreibt erstmals der französische katholische Missionar Aloys Schotter (1909), die anderen europäischen Beobachter dieser Zeit im südwestlichen China erwähnen die lusheng nur bei Unterhaltungsveranstaltungen und zum Zweck der Brautwerbung. Der französische Militärkommandant Étienne Edmond Lunet de Lajonquière (1906), der dänische Major Erik Seidenfaden (1881–1958) im Jahr 1923 und der österreichische Ethnologe Hugo Bernatzik 1936/37 gehörten zu den wenigen, die über die Hmong in Nordthailand schrieben. Seidenfaden fand die qeej nur bei Beerdigungen der Hmong Daw um Chiang Mai und nach Bernatzik wurde die qeej in Nordthailand nicht zur Unterhaltung verwendet. Einen der wesentlichen Bereiche der Hmong-Kultur, die zeremonielle Verwendung der qeej, klammerten demnach alle europäischen Beobachter bis zu eingehenderen ethnologischen Forschungen in der zweiten Hälfte des 20. Jahrhunderts aus.
Neben den höher entwickelten Instrumenten mit einer hölzernen Windkapsel wie sheng, khaen und lusheng/qeej kommen heute von den Philippinen bis Nordostindien einfachere Typen mit Windkapseln aus einer Kalebasse vor (Kürbismundorgeln). Ihr chinesischer Oberbegriff ist hulusheng („Kürbis-Mundorgel“). Hierzu gehören die chinesische hulusi, die rasem in Nordostindien im Bundesstaat Tripura – der westlichen Verbreitungsgrenze der asiatischen Mundorgeln, sompoton in Borneo sowie m’buot und kenh in Vietnam. Im Nordosten von Thailand ist wie in Laos die khaen (khéne) verbreitet, ansonsten sind im Verbreitungsgebiet der qeej mehrere regionale Kürbismundorgeln bekannt, etwa die naw der Lahu, die bei den Akha lachi und bei den Lisu fulu heißt.

## Bauform

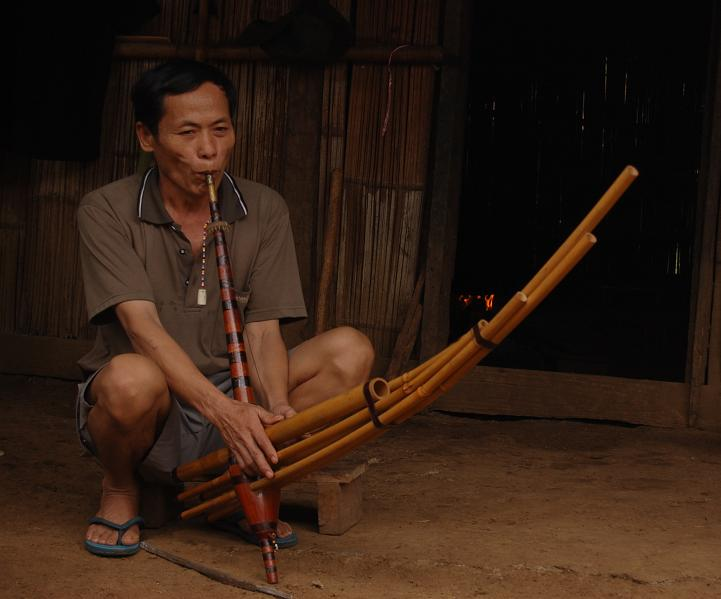
Qeej-Spieler in Thailand oder Laos in annähernd waagrechter Spielhaltung. Gebogener Typ der Hmong, erkennbar die dicke Basspfeife.

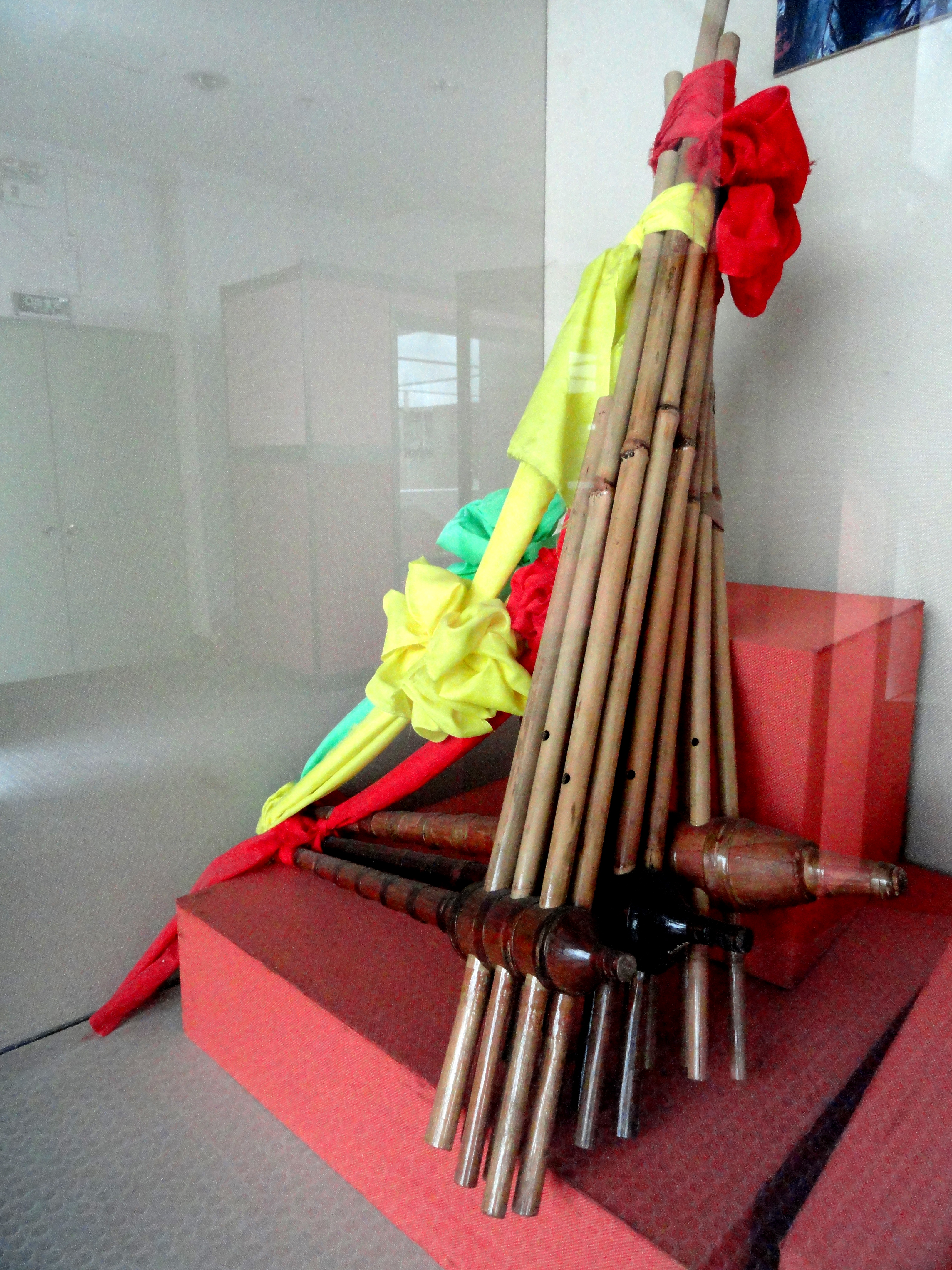
Drei lusheng des südchinesischen Typs mit geraden Pfeifen im Yunnan-Minderheiten-Museum in Kunming.

In der alten chinesischen Musikinstrumenten-Klassifikation nach dem verwendeten Material, Bayin („Acht Klänge“), steht die Mundorgel in der Kategorie Flaschenkürbis, unabhängig vom tatsächlich für die Windkammer verwendeten Material. Bei der qeej besteht die Windkammer (taub, „Lunge“) aus zwei entsprechend ausgehöhlten, langovalen Schalen aus einem weichen Holz. Die beiden Hälften werden miteinander verklebt und durch Bänder aus einer Pflanzenfaser oder einem anderen Material zusammengehalten. Die Bambusröhren (ntiv, „Finger“) führen wie bei der khaen durch Bohrungen in der Windkammer hindurch und ragen auf der Unterseite etwa ein Viertel oder Fünftel ihrer Länge hinaus. Dies ist der wesentliche Unterschied zur sheng, bei der die Röhren mit ihren Enden in der Windkammer stecken. Die in zwei Reihen zu je drei nebeneinander angeordneten Röhren bestehen aus einer sehr dünnen, bis dreieinhalb Meter hoch wachsenden Bambusart (thailändisch mia hia). Sie werden in Nordostthailand mit Bienenwachs oder einem schwarzen Wachs (kisut) luftdicht an der Windkammer abgedichtet. Das kisut wird von einer Insektenart gewonnen und dient anstelle von Bienenwachs dort auch zum Verkleben und Abdichten von Panflöten (wot) und Maultrommeln (hun).
Es gibt zwei unterschiedliche lusheng-Typen: Bei den Hmong sind die Bambusröhren leicht gebogen und besitzen üblicherweise Längen zwischen 60 Zentimetern und 1,5 Metern, dagegen können die lusheng der Dong in Südchina mit geraden Bambusröhren bis zu vier Meter erreichen. Die Röhren sind am unteren Ende geschlossen, am oberen Ende werden manchmal dickere Bambusrohre oder Kalebassen als Schallbecher (chinesisch kuoyin guan) übergestülpt. Für jede Pfeife wird eine Durchschlagzunge benötigt, sie befindet sich am Bambusrohr innerhalb der Windkammer und ist meist aus Bronze gefertigt. Ein dünner Bronzeblechstreifen wird mit einem Hammer in kaltem Zustand ausgeklopft, anschließend passend zugeschnitten und in einen Schlitz am Bambusrohr eingesetzt. Als Mundstück (ncauj) dient eine aufgesetzte Blechhülse.
Die sechs Pfeifen der qeej bringen sieben Töne hervor, weil die kürzeste, dickste und am lautesten klingende Pfeife, ntiv luav, zwei Töne im Abstand eines Ganztons erzeugt. Diese Pfeife besitzt zwei oder drei Durchschlagzungen. Wenn das Fingerloch geschlossen wird, erklingt der tiefere Ton, bleibt das Fingerloch offen, erklingt der höhere Ton als Bordunton. Neben der kleinsten wird auch die längste Pfeife nur für einen Bordunton verwendet, für die Melodie verbleiben die vier mittleren Pfeifen. Gängige Tonfolgen sind g–a–c’–d’–e’–g’ und a–c’–d’–e’–g’–a’.
Der Spieler bläst durch ein langes Rohr, das entweder in einem annähernd rechten Winkel zu den Pfeifen an einer Schmalseite der Windkapsel befestigt ist oder üblicherweise die Verlängerung der Windkapsel aus demselben Holz darstellt. Der Hmong-Spieler hält das Anblasrohr etwa senkrecht nach unten und die Spielpfeifen waagrecht nach vorn mit der Krümmung nach oben gerichtet. Bei Mundorgeln mit geraden Pfeifen in Südchina bilden Anblasrohr und Pfeifen einen bis zu 45 Grad spitzen Winkel zueinander, daher ragen in diesen Fällen die Pfeifen fast senkrecht nach oben, wenn der Spieler das Anblasrohr schräg nach unten hält. Das lange Anblasrohr unterscheidet beide lusheng-Typen von der Mundorgel khaen, deren Windkammer beim Spiel direkt vor den Mund gehalten wird. Jede Pfeife besitzt im Abstand bis etwa zehn Zentimeter oberhalb der Windkapsel ein Luftloch, das von den Fingern beider Hände, die seitlich an der Windkapsel anliegen, abgedeckt werden muss, bevor ein Ton in der jeweiligen Pfeife erklingt. Bei offenem Luftloch entweicht hier die Luft und in der Röhre bauen sich keine klangbildenden Resonanzschwingungen auf. Tonhöhe und Klang sind abhängig von der Form der Zunge und der Länge der Röhre. Zur Optimierung des Klangs können die Bambusröhren innen ausgefeilt werden.

## Spielweise und kulturelle Bedeutung

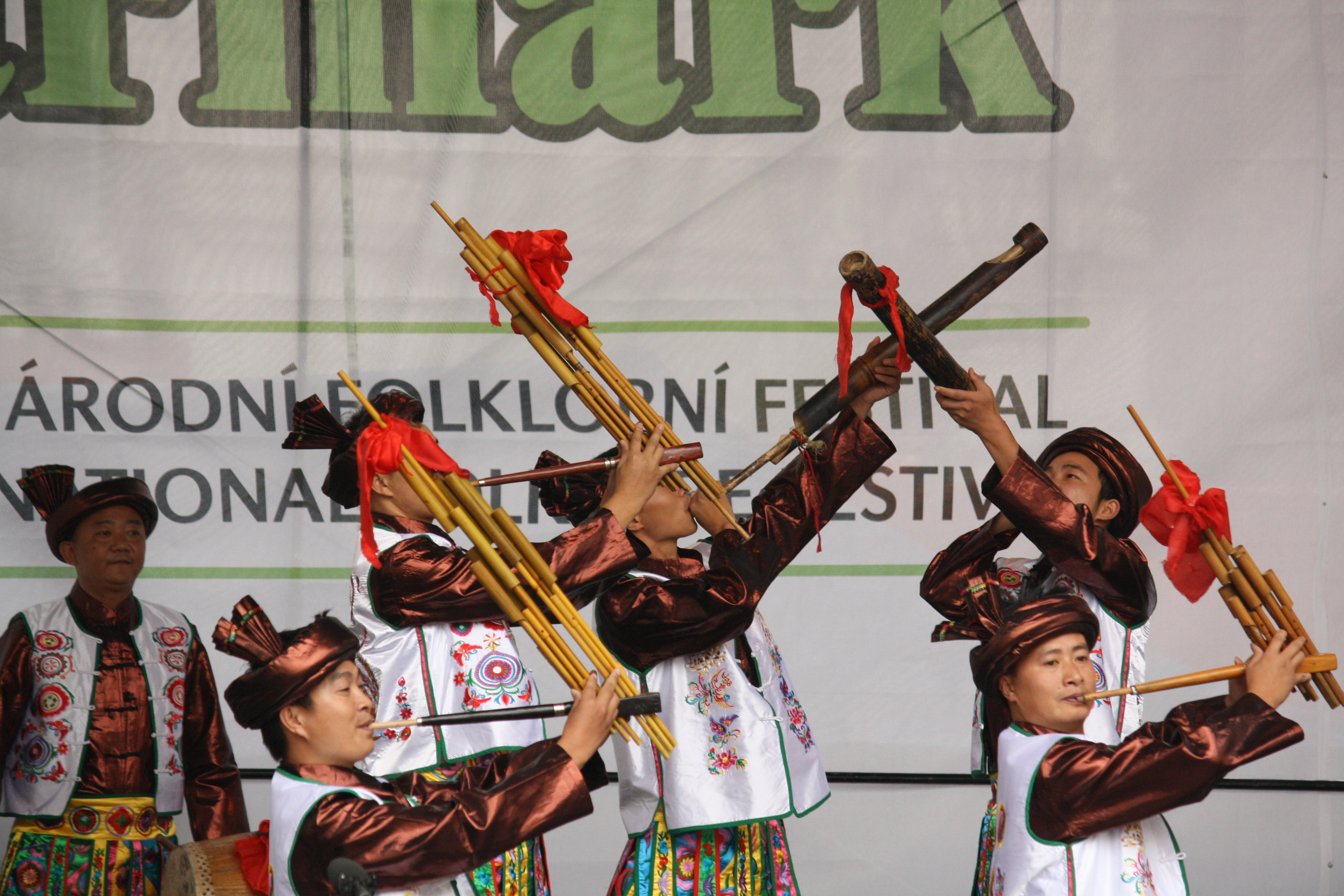
Chinesische Folkloregruppe aus der Provinz Guizhou bei einem Folklorefestival in Prag, 2010. Gerade Bambusröhren, senkrechte Spielhaltung in Südchina.

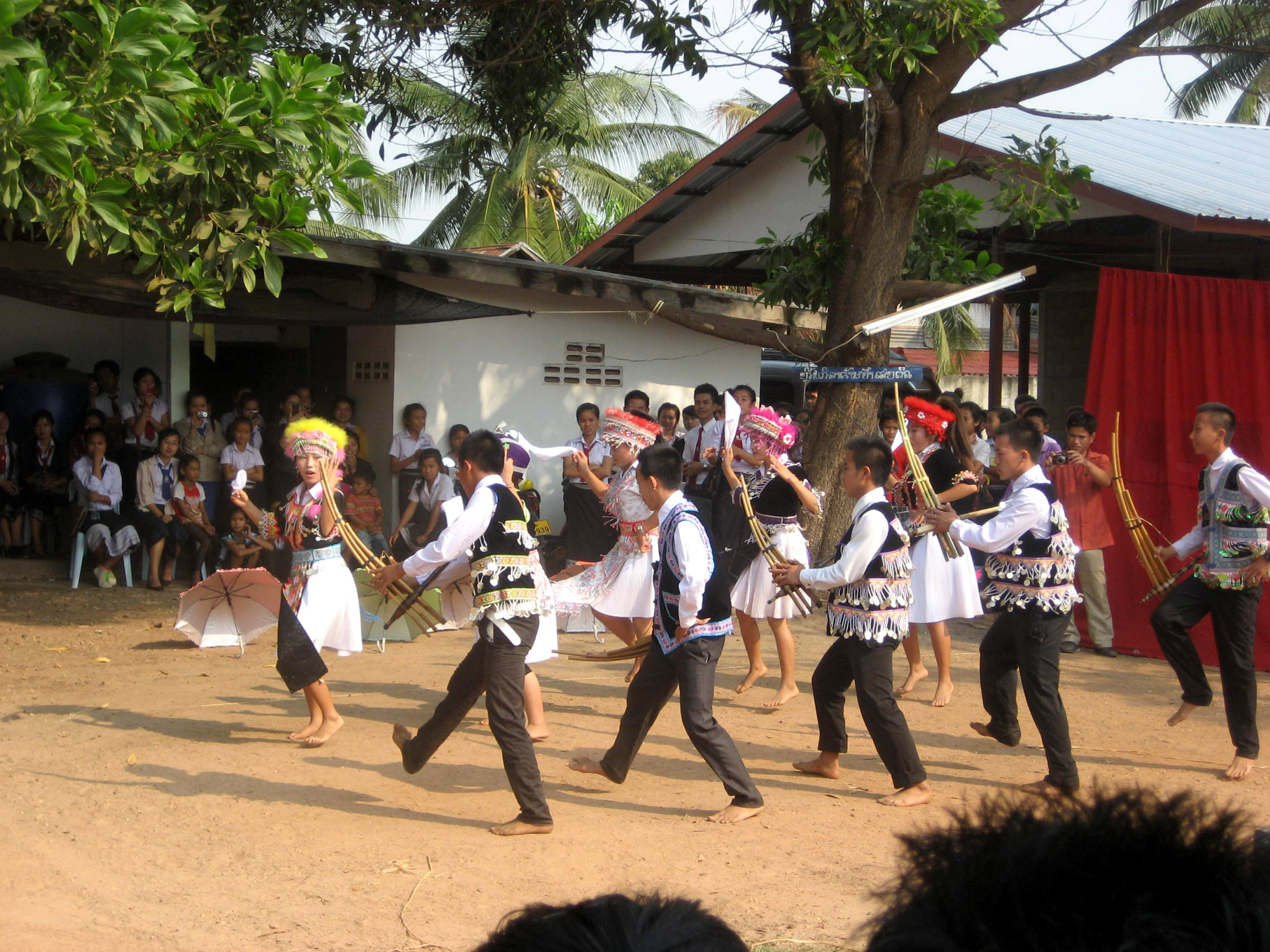
Tanz von Schülern am Stadtrand von Vientiane. Die Mädchen singen, die Jungen spielen qeej. Gebogene Bambusröhren, waagrechte Spielhaltung der Hmong.

Die Fremdeinschätzung der Hmong als wenig zivilisierte Wanderfeldbauern in den Bergen am Rande der chinesischen Hochkultur ist ein Stereotyp, das in chinesischen Quellen bis ins 27. Jahrhundert v. Chr. zurückreicht. Dagegen setzen die Hmong einen Herkunftsmythos, der in Erzählungen, gesungenen Gedichten, Ritualtexten und einer geheimen Sprache tradiert wird. Der Rückgriff auf die kulturelle Tradition erhält eine zusätzliche Bedeutung für die aus ihrer Heimat geflohenen Hmong. Nach der Überlieferung wanderten die Hmong vor vielen tausend Jahren aus einer nördlichen Region nach Südchina. Anfang des 19. Jahrhunderts wurden viele Hmong aus den Bergen Südchinas in die nördlichen Gebiete von Thailand, Laos und Vietnam abgedrängt. Eine in der Geschichte der Hmong dritte Flucht zwang nach dem Ende des Vietnamkrieges 1975 erneut viele Hmong, ihre dortige Heimat zu verlassen. Diese Erfahrung und die kulturelle Tradition sorgen für den Zusammenhalt der nicht homogenen, heute in vielen Ländern verstreut lebenden und mehrsprachigen ethnischen Gruppe. In China, Thailand, Laos und Vietnam besteht nach wie vor in unterschiedlichem Maß ein sensibles Verhältnis zwischen den Hmong und der Staatsmacht.
Die Mythen wurden in Ermangelung einer Schriftsprache bis ins 20. Jahrhundert mündlich überliefert. Die Erklärung für die – betontermaßen im Unterschied zu den Chinesen – fehlende Schrift bei den Hmong liefern mehrere Mythen, die von einst vorhandenen Büchern handeln, die von jemandem (Mensch oder Kuh) versehentlich verschluckt wurden und nun als „verschlungenes Gedächtnis“ weiterexistieren. Dabei erscheint das mündlich bewahrte, kollektive Gedächtnis der Hmong gegenüber der schriftlichen Überlieferung der Chinesen als überlegen, weil es keiner materiellen Form bedarf und somit weder zerstört werden noch sonst wie verloren gehen kann. Mit viel Gefühl erzählen Lieder über das ferne verschwundene Heimatland, wohin die Seelen der in alle Welt verstreuten Hmong nach dem Tod zurückkehren sollen. Für Hmong in der Diaspora kommt bei der Verwendung der qeej diese neue utopische Rolle hinzu. Für heutige Hmong in den Vereinigten Staaten sind Qeej-Kulturprogramme ein Anker ihrer nationalen Identität. Ähnlich wie traditionelle Kostüme verkörpert die qeej in der Heimatregion der Hmong und bei Konzerttourneen die Ethnizität der ethnischen Minderheiten bei Unterhaltungsshows für ein fremdes Publikum.
Die qeej wird gleichermaßen für unterhaltsame, weltliche Lieder und für zeremonielle Musik verwendet. Sie kommt in verschiedenen Größen in einem Ensemble und solistisch vor, wird in der Popmusik von Tanzbands und in Karaoke-Liedern gespielt. Die qeej erklingt bei Totenriten mit Trommelbegleitung, bei Neujahrsfesten, Erntezeremonien und Hochzeiten. Die qeej-Spieler verstehen sich nach alter Tradition auch als Tänzer. Die in bunte Kostüme gekleideten Musiker agieren zur Unterhaltung teilweise mit akrobatischen Showeinlagen, bei Beerdigungszeremonien beschreiben sie dagegen ruhige Kreisbewegungen. Ertönten früher die monotonen Melodien mehrerer qeej bei nächtlichen Feiern am Dorfrand, wurden die Mädchen magisch angezogen. Während die Unterschiede in der Bauform zwischen der qeej und den Mundorgeln anderer Ethnien in der Region gering sind, stellt für die Hmong die qeej ein einzigartiges Musikinstrument dar, das eine ritualisierte Sprache, eine Art Stimme des Bambus hervorbringt. Die tonale Sprache der Hmong lässt sich mit der qeej musikalisch übertragen.

### Ausbildung
In Thailand und Laos beginnen die Jungen mit acht oder zehn Jahren die Spieltechnik der qeej zumeist von einem älteren Mitglied der Familie zu erlernen. Zu täglichen Übung gehört, die qeej morgens auf dem Weg zum Reisfeld und abends im Haus zu blasen. Der Schüler lernt zunächst, mit den richtigen Fingern die jeweiligen Blaslöcher abzudecken. Dazu gehört, beim Spielen in kleinen Kreisen herumzugehen. Bei der fortgeschrittenen Ausbildung werden aus dem Im-Kreis-Gehen drehende Tanzbewegungen und aus den einfachen Melodiefolgen entsteht die spezielle Tonsprache. Jedem Wort der Tonsprache entspricht eine bestimmte Fingerposition, die es zu memorieren gilt. Ein Meister kann mit gesprochenen Worten den Melodieverlauf wiedergeben, quasi eine qeej-Melodie erzeugen, ohne das Instrument zu bedienen. Kreativität ist hierbei nicht gefragt, jede Tonfolge soll zusammen mit ihrem Bedeutungsgehalt exakt auswendig gelernt werden. Im Gegensatz dazu dürfen Stücke der Unterhaltungsmusik auch improvisierte oder selbst komponierte Elemente enthalten. Im Idealfall erlernt in jeder Familie ein Sohn das Spiel auf der qeej, damit er später vor allem in der Lage ist, die erforderlichen Bestattungsriten durchzuführen. In fast allen Dörfern gibt es einige Männer, die entsprechend bei Bedarf auftreten können. Ein Meister auf der qeej kennt mehrere hundert Melodien in allen Musikgattungen und besonders die Bestattungslieder. Wer den gesamten Korpus der Melodien und Erzähltradition beherrscht, dem wird von den Dorfbewohnern hoher Respekt entgegengebracht.

### Begräbniszeremonie
Die qeej wird in der Unterhaltungsmusik auch für ein fremdes Publikum gespielt, wenn es um die Vermittlung der Hmong-Kultur geht. In der sakralen Spielweise richten sich die Melodien der qeej an die eigene soziale Gruppe. Zu letzterem gehört die Melodiegattung qeej tuag („qeej für die Toten“) oder zaj qeej („rituelle qeej“). Die Totenriten, in denen die qeej eine bedeutende Rolle spielt, stellen die aufwendigsten Zeremonien der Hmong dar und nur deren korrekte Durchführung ermöglicht die Brücke zwischen Vergangenheit, Gegenwart und den zukünftigen Generationen zu schlagen. Diese identitätsstiftende Zeremonie praktizieren die Hmong auch in den Diasporagemeinden. Obwohl der qeej-Spieler bei den Begräbniszeremonien eine Art Verbindung mit dem Jenseits aufnimmt, werden dem Musikinstrument selbst keine magischen Fähigkeiten zugeschrieben. Die qeej gilt lediglich als Werkzeug, das beim Gebrauch zum Leben erweckt wird, die eigentliche Aufgabe der Vermittlung übernimmt der Spieler. Desgleichen findet keine Kommunikation direkt zwischen der qeej und dem Verstorbenen statt, diese verläuft durch den Spieler oder den Rezitator.
Ein Begräbnis ist eine langwierige und teure Angelegenheit unter Beteiligung vieler Mitglieder der Dorfgemeinschaft. Der Leichnam wird im Haus von den Söhnen gewaschen und dann mit farbenfrohen Tüchern eingekleidet, die eigens für diesen Zweck hergestellt wurden. Nur vollständig bekleidet kann der Verstorbene die Reise ins Jenseits antreten. Der Leichnam wird mindestens drei Tage im Haus aufbewahrt. In dieser Zeit wird der geeignete Tag und der richtige Ort außerhalb des Dorfes für die Bestattung unter den Männern diskutiert und schließlich gefunden. Drei Tage sind die minimale Dauer für eine Beerdigungszeremonie, im Idealfall sind es zwölf Tage. Möglichst bald sollten die männlichen Angehörigen des Dorfes und aus den Nachbardörfern herbeigeeilt sein, um sich zu beteiligen. Solange erhält der Tote dreimal täglich eine Nahrungsgabe, wie es seine Seele nach der Vorstellung der Hmong verlangt, und solange soll möglichst den ganzen Tag und die ganze Nacht qeej gespielt und Trommel geschlagen werden. Der Zusammenklang von qeej und Trommel bedeutet stets, dass im Dorf jemand gestorben ist. Für die Trauergemeinde müssen für die gesamte Zeit Reis, Gemüse und das Fleisch der geschlachteten Kühe und Schweine gekocht werden. Die meisten erwachsenen Männer haben irgendeine Aufgabe. Mindestens ein Schwein sollte pro Tag geschlachtet werden. Bei aufwendigen Zeremonien können über hundert Leute zusammenkommen.
Kurz nach dem Tod oder im Idealfall beim eintretenden Tod singt ein Ritualexperte der Seele des Verstorbenen das epische Lied Qhuab Kev (auch Tawv Ke, „Den Weg zeigen“) vor. Das Lied soll der Seele den Weg durch alle Widrigkeiten hindurch ins Jenseits zum Dorf der Ahnen zeigen, wo er einige Zeit leben soll, bevor er eines Tages wiedergeboren wird. Der beschriebene Weg ins jenseitige Ahnendorf ist eine Metapher für die historische Wanderbewegung der Hmong, die in einem Land im Norden Chinas einst begann.
Unmittelbar im Anschluss an das Qhuab Kev spielt die qeej das Qeej Tu Siav („Lied des vergehenden Lebens“). Dies ist erforderlich, denn falls der Verstorbene nicht die gesungene Version hört, so hört er auf jeden Fall die Sprache der qeej. In der zweiten Nacht folgen die Verse Txiv Taiv („Worte des Vaters“), die Verwandte vortragen, bevor der Leichnam aus dem Haus gebracht wird. Die qeej spielt im Verlauf der mehrtägigen Zeremonie auch mehrfach Unterhaltungslieder (qeej ua si oder ntiv), die keine sprachliche Bedeutung haben und erklärtermaßen zum Vergnügen der Anwesenden aus dem Diesseits und dem Jenseits gedacht sind.
Bei größeren Beerdigungszeremonien werden mehrere qeej von professionellen Musikern und von Amateuren gespielt. Die Amateure treten tagsüber mit begleitenden Liedern auf, während zu den Mahlzeiten und abends die professionellen Musiker die wesentlichen Stücke aufführen. An jedem Tag der Zeremonie stellen die Mahlzeiten am Morgen, Mittag und Abend die Eckpfeiler des Tagesablaufs dar. Vor den Mahlzeiten spielen qeej und eine besondere Trommel je nach Tageszeit ein bestimmtes Stück, häufig unterbrochen von gesungenen Liedern. Die nkauj qeej („Frau Qeej“) wird von einer eigens für diesen Anlass hergestellten Trommel Nraug Nruas („Herr Trommel“) begleitet, die nach dem Ende der Zeremonie zerstört wird. Trommel und qeej zusammen sind ein Sinnbild für den Tod, im weiteren Sinn für Trauer und Leid. Indem die qeej mehrfach um die Trommel im Kreis bewegt wird, gelangt die Botschaft in die jenseitige Welt.
Die zur Durchführung der Totenriten (qeej tuag) auf der qeej gespielten Lieder bringen in der in Verbindung mit den Borduntönen mehrstimmigen Melodie eine besondere Sprache zum Ausdruck. Diese musikalische Sprache des Instrumentes ist direkt an die Toten gerichtet und soll von ihnen verstanden werden. Die Sprache der qeej ist wirkmächtig und kann gefährlich sein: durch den über die Melodie der qeej vermittelten Text lassen sich in der animistischen Religion der Miao lebende Seelen in die jenseitige Welt befördern. Diesem Verständnis liegt, im Unterschied zum rationalen westlichen Denken, die Vorstellung einer gleichartigen Existenz der diesseitigen und jenseitigen Welt zugrunde. Einzelne Pfeifentöne sind in einzelne Wörter übersetzbar, wobei die sprachliche Verständigung mit den Geistern von den vier mittleren Melodiepfeifen geleistet wird. Die vermittelten Botschaften sind ein zentraler Teil der kulturellen Identität der Miao. Die Anweisungen an die Toten erfolgen in gesungenen Liedern und nachfolgend in der Sprache der qeej. In der gesprochenen Sprache wird stets mit versteckten Bedeutungen auf eine Weise operiert, die auch für andere Ausdrucksmittel – von der bildnerischen Gestaltung bis zu symbolhaften gesellschaftlichen Organisationsformen – für die Hmong charakteristisch ist. Dies alles ist selbst für Hmong, abgesehen von professionellen qeej-Spielern, nicht aus dem Spiel der Mundorgel herauszuhören. Die übermittelte Bedeutungsebene richtet sich in erster Linie an das unsichtbare Publikum, das aus dem Verstorbenen, gewissen zum Haushalt gehörenden Geistern und den Ahnen besteht. Die bei der Bestattung anwesenden Gäste nehmen dagegen schlicht die von der qeej produzierten Klänge an den Toten, Qeej Tu Siav, zusammen mit den übrigen, bei der Zeremonie entstehenden Geräuschen wahr. Das rituelle Spiel der qeej ist die Aufgabe von professionellen Musikern, die stets männlich sind und die über das geheime Wissen verfügen.
Neben dem qeej-Spieler tritt nur bei der Beerdigungszeremonie für ein sehr altes und hoch geachtetes Mitglied der Gemeinschaft ein „Botschaften-Sprecher“ (txiv xaiv) auf, der ohne Musikinstrument mit dem Jenseits Kontakt aufnimmt. Er proklamiert auswendig gelernte rituelle Botschaften, die er in nichtrhythmischen Versen oder in normaler Hmongsprache vorträgt. Während der qeej-Spieler sich an die Seele des Verstorbenen richtet, empfängt der txiv xaiv Mitteilungen des Verstorbenen aus dem Jenseits und gibt diese an die Angehörigen weiter. Gelegentlich übernimmt ein erfahrener qeej-Spieler beide Formen der Nachrichtenübermittlung. Die Zeremonie für einen in hohem Alter Verstorbenen ist auch aus anderen Gründen besonders umfangreich, denn es gibt neben den sonstigen Begräbnisliedern fünf Kategorien, die besondere Lieder enthalten und vorgetragen werden müssen. Die Lieder handeln vom Tod im Allgemeinen, der Trauer um verstorbene Angehörige und von Krankheit. Bei solch aufwendigen Zeremonien wird des Weiteren eine Gruppe von Liedern, qeej lub, aufgeführt, die von der Welterschaffung (lub) und der Entstehung aller Lebewesen handeln. Die qeej lub ist wegen der schnellen Fingerbewegungen am schwierigsten zu spielen.
Die für Hmong-Dörfer in Nordthailand, Laos und Südchina beschriebene Zeremonie wird auch von Hmong in der Diaspora ernst genommen und entsprechend der Tradition vor dem Hintergrund praktiziert, dass nur so die Familienbande aufrechterhalten werden kann. In den Vereinigten Staaten organisieren größere Hmong-Gemeinschaften nachschulische Unterrichtseinheiten, in denen den Jugendlichen Kenntnisse der Ritualtradition und im Spiel der qeej vermittelt werden.
Die Durchführung der Totenriten mit Hilfe der qeej wird im Mythos begründet. Das Wissen darüber vermittelten der Schöpfergott Saub und seine Frau an einen Drachen (zaj, der älteste Drachen heißt Zaj Laug), der die ersten Hmong im Bau und Gebrauch der qeej unterwies. Die unterschiedlich ausgeschmückte Geschichte spielt entweder in einer Zeit der Verfolgung durch die Chinesen, als den Hmong großes Leid widerfuhr, nach der großen Sintflut oder noch früher, als der erste Mensch seine Unsterblichkeit verlor. Dies geschah, weil der Herrscher der Unterwelt, Ntxwj Nyoog (Nzeu Nyong), Krankheit und Tod auf die Erde sandte. So erklärt es die qeej im ersten an die Seele des Verstorbenen gerichteten Musikstück.

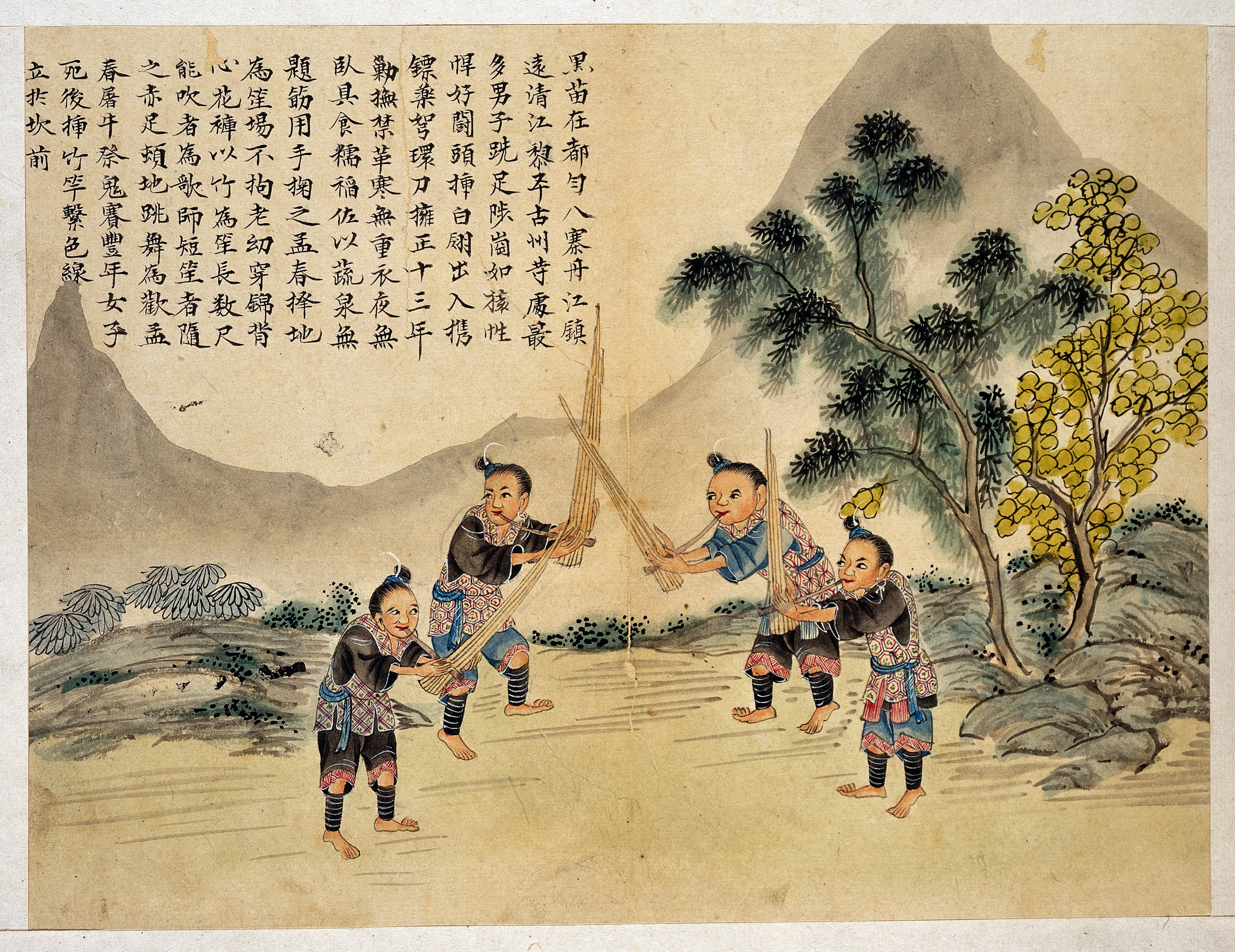
Begrüßung bei den Miao. Chinesische Malerei, Ende 17. Jahrhundert.

Nach einer Geschichte entstand die qeej, weil sechs Brüder, von denen jeder eine Pfeife blies, sich zusammen taten, um gemeinsam die Stimme zu erheben. Damit ist neben den sechs Spielröhren auch der Zusammenhang zwischen Melodie und Sprache erklärt. Ursprünglich brachten die Menschen den Göttern und Dämonen beim Tod eines Angehörigen Opfergaben dar, sie kannten jedoch die Zeremonie mit Mundorgel und Trommel noch nicht, bis eine Familie damit begann. Als ihr Vater starb, nahmen sechs seiner sieben Söhne eine Bambusröhre und bliesen darauf, während sie um den Leichnam herumgingen. Der siebte Sohn schlug die Trommel dazu. Nach drei Jahren suchten sie nach einer Möglichkeit, die Zeremonie auch in späterer Zeit wiederholen zu können. Also banden sie die sechs Bambusröhren zu einem Musikinstrument zusammen. Die unterschiedliche Länge der Röhren rührt vom entsprechenden Alter der Brüder. In einer anderen Version der Geschichte, die aus Vietnam überliefert ist, spielten sechs Brüder Verstecken. Als sie sich alle gefunden hatten, blies jeder von ihnen in eine Bambusröhre, was sechs Töne für eine Melodie ergab. Dann fügten sie die sechs unterschiedlich langen Röhren zu einem ihre Verbundenheit symbolisierenden Instrument zusammen. Zentrale Aspekte der verschiedenen Geschichten sind der Verlust der Bücher, in denen das Totenritual beschrieben war, und wie dieser Verlust durch den Einsatz der qeej ausgeglichen werden kann, sowie die qeej als ein Symbol für die Zusammengehörigkeit der Hmong-Gesellschaft.
Weshalb die von Männern hergestellte und gespielte qeej (wie die khaen) als weiblich und die Trommel (nruas) als männlich gilt, ist unklar. Saub und seine Gemahlin, das oberste Götterpaar, können als Urbild für die Vereinigung von männlich-weiblichen Gegensatzpaaren gesehen werden, die in den Mythologie der Hmong häufig vorkommen. Nach einer Überlieferung gab Saub die Fähigkeit zum qeej-Spiel nur den Männern, nach einer anderen Version hätten Frauen vielleicht zu einer früheren Zeit, aber danach nicht mehr qeej gespielt. In vielen Kulturen ist der Kontakt zu den Ahnen, der bei den Hmong den qeej-Spielern obliegt, die Aufgabe der Männer. Hmong-Frauen sind ebenfalls vom Erlernen der formalisierten sakralen Texte ausgeschlossen, in denen es um die Beziehung zu den Ahnen geht. Ihr Bereich sind die unterhaltenden poetischen Verse und die Textilkunst (paj ntaub).